# Ану Талі
Ану Талі (ест. Anu Tali; 18 червня 1972, Таллінн) — естонська диригентка.